# Otocinclus huaorani
Otocinclus huaorani — вид риб з роду Otocinclus родини Лорікарієві ряду сомоподібні.

## Опис
Загальна довжина сягає 3,2 см. Спостерігається статевий диморфізм: самиці більші за самців. Голова дещо сплощена зверху. На голові з боків присутні отвори. Рот нагадує присоску. Очі середнього розміру. Тулуб стрункий, вкрито дрібними кістковими пластинками, але на череві кісткові пластини чергуються з вільними від них зонами. Спинний плавець доволі високий, з 1 шипом. Жировий плавець відсутній. Грудні плавці витягнуті. Черевні плавці трохи поступаються останнім. Анальний плавець менший за спинний, з 1 шипом. У поперечному розрізі хвостове стебло прямокутне. Хвостовий плавець витягнутий, розрізаний.
Забарвлення оливково-сіре, зелено-оливкове. З боків від кінчика морди через око проходить до хвостового стебла. На кінці останнього перетворюється на темну пляму. На хвостовому плавці є тонкі ламані смужки у вигляді кута.

## Спосіб життя
Є демерсальною рибою. Зустрічається в річках з повільною течією та піщано-кам'янистим дном. Полюбляє дно з корчами. Тримається невеличкою групою. Активна вдень. Живиться переважно водоростями.

## Розповсюдження
Мешкає у басейні річки Оріноко та в нижній частині Амазонки.